# Thilogne

Thilogne är en stad i nordöstra Senegal. Den ligger i regionen Matam och hade 10 441 invånare vid folkräkningen 2013.